# Megaviricetes
Megaviricetes — клас дволанцюгових ДНК-вмісних вірусів. До класу включають так званих «мегавірусів». Вони мають надзвичайно великі, як для вірусів, геноми, а їхні розміри сягають розмірів середньостатистичних бактерій. Паразитують у клітинах протистів, переважно амебозоїв.

## Класифікація
- Порядок Algavirales
  - Родина Phycodnaviridae
- Порядок Imitervirales
  - Родина Mimiviridae
- Порядок Pimascovirales
  - Родина Ascoviridae
  - Родина Iridoviridae
  - Родина Marseilleviridae